# Codex Alimentarius
Codex Alimentarius (łac. 'książka żywności, kodeks żywnościowy) – jest to zbiór przyjętych w skali międzynarodowej norm żywności, praktyk, zaleceń i wytycznych dotyczących bezpieczeństwa i jakości żywności oraz żywienia, wykorzystywanych przez urzędowe służby kontroli, przemysł rolno-spożywczy oraz środowiska naukowe. Zbiór ten zwany jest także Kodeksem Żywnościowym i jest opracowywany przez Komisję Kodeksu Żywnościowego FAO/WHO przy pomocy jej ciał pomocniczych.

## Komisja Kodeksu Żywnościowego FAO/WHO
Komisja Kodeksu Żywnościowego została utworzona w 1961 roku przez Organizację do spraw Wyżywienia i Rolnictwa Narodów Zjednoczonych (FAO) oraz Światową Organizację Zdrowia (WHO). Komisja jest głównym elementem „Wspólnego programu FAO i WHO dotyczącego norm dla żywności”. Pierwsza sesja Komisji odbyła się w 1963 roku i jest to oficjalna data rozpoczęcia jej działania.

### Celem działania Komisji jest
- ochrona zdrowia konsumentów oraz zapewnienie uczciwych praktyk w handlu żywnością,
- promocja koordynacji prac wszystkich rządowych i pozarządowych organizacji zajmujących się tworzeniem norm dla żywności,
- określanie priorytetów prac, inicjowanie i kierowanie przygotowaniem norm przy współpracy z właściwymi organizacjami,
- zatwierdzanie i publikowanie regionalnych i światowych norm dla żywności, w tym, o ile to praktyczne, publikowanie norm opracowanych przez inne organizacje,
- rewizja przyjętych norm w świetle postępującego rozwoju nauki i technologii.

W skład Komisji wchodzi 188 państw członkowskich oraz Unia Europejska. W charakterze obserwatorów w pracach Komisji uczestniczy ponad 230 międzynarodowych organizacji pozarządowych, w tym międzynarodowe zrzeszenia producentów, organizacje konsumenckie i agendy Organizacji Narodów Zjednoczonych (ONZ).

### Ciała pomocnicze Komisji Kodeksu Żywnościowego
W celu realizacji swoich zadań i opracowania dokumentów – tworzących Kodeks Żywnościowy – Komisja Kodeksu Żywnościowego powołuje wyspecjalizowane komitety i grupy zadaniowe. Komitety mają charakter ogólny, branżowy lub regionalny.
- Wykaz aktualnie pracujących ciał pomocniczych Komisji Kodeksu Żywnościowego.

Komitety ogólne
- Komitet do spraw Zasad Ogólnych (CCGP)
- Komitet do spraw Substancji Dodatkowych do Żywności (CCFA)
- Komitet do spraw Zanieczyszczeń Żywności (CCCF)
- Komitet do spraw Higieny Żywności (CCFH)
- Komitet do spraw Znakowania Żywności (CCFL)
- Komitet do spraw Kontroli Żywności w Imporcie i Eksporcie oraz Systemów Certyfikacji (CCFICS)
- Komitet do spraw Pozostałości Pestycydów (CCPR)
- Komitet do spraw Pozostałości Leków Weterynaryjnych w Żywności (CCRVDF)
- Komitet do spraw Metod Analiz i Próbkobrania (CCMAS)
- Komitet do spraw Żywienia oraz Żywności Przeznaczonej do Specjalnych Celów Żywieniowych (CCNFSDU)

Komitety branżowe
- Komitet do spraw Świeżych Owoców i Warzyw (CCFFV)
- Komitet do spraw Ryb i Produktów Rybnych (CCFFP)
- Komitet do spraw Przypraw i Ziół Kulinarnych (CCSCH)
- Komitet do spraw Tłuszczów i Olejów (CCFO)

Komitety Regionalne
- Komitet Regionalny dla Afryki (CCAFRICA)
- Komitet Regionalny dla Azji (CCASIA)
- Komitet Regionalny dla Europy (CCEURO)
- Komitet Regionalny dla Ameryki Łacińskiej i Karaibów (CCLAC)
- Komitet Regionalny dla Ameryki Północnej i Południowo-Zachodniego Pacyfiku (CCNASWP)
- Komitet Regionalny dla Bliskiego Wschodu (CCNE)

## Normy i inne dokumenty KKŻ
Dokumenty KKŻ opracowane są w oparciu o podstawy naukowej oceny ryzyka dokonywanej w określonych obszarach przez wspólne grupy ekspertów FAO i WHO:
- JECFA – w zakresie zanieczyszczeń, pozostałości leków weterynaryjnych i substancji dodatkowych do żywności,
- JEMRA – w zakresie ryzyka mikrobiologicznego,
- JMPR – w zakresie pozostałości pestycydów w żywności,
- JEMNU – w zakresie wartości odżywczej.

Dokumenty kodeksowe publikowane są na stronie internetowej Komisji Kodeksu Żywnościowego FAO/WHO i dostępne nieodpłatnie dla wszystkich zainteresowanych w oficjalnych językach FAO: angielskim, francuskim, rosyjski, hiszpańskim, chińskim i arabskim.

### Dokumenty i ich oznaczenia
- Normy (CXS),
- Wytyczne (CXG),
- Kodeksy praktyki (CXC),
- Inne (CXA).

Na stronie Komisji Kodeksu Żywnościowego publikowane są również bazy danych na temat:
- maksymalnych poziomów substancji dodatkowych do żywności,
- maksymalnych poziomów pozostałości pestycydów w żywności,
- maksymalnych poziomów pozostałości leków weterynaryjnych w żywności.

### Rodzaje norm
Normy ogólne
Są to podstawowe teksty kodeksowe i dotyczą wszystkich produktów i kategorii produktów. Teksty te zazwyczaj dotyczą higieny, etykietowania, substancji dodatkowych do żywności, kontroli i certyfikacji, żywienia, zanieczyszczeń, pozostałości leków weterynaryjnych oraz pozostałości pestycydów w żywności.
Normy branżowe
Normy branżowe zawierają wymagania dla konkretnych produktów i są opracowywane według sformalizowanego układu sekcji oraz są konsultowane z komitetami ogólnymi w celu uzgodnienia proponowanych wymagań ujętych w normach branżowych, a będących w zakresie kompetencji komitetów ogólnych na przykład sekcja znakowania i sekcja zanieczyszczeń żywności.
Normy regionalne
Normy te ustalane są przez poszczególne regiony i odpowiadają na ich specyficzne potrzeby. Obowiązują w państwach członkowskich danego regionu i dotyczą żywności w obrocie wewnątrzregionalnym, na przykład azjatycka Norma dla tempeh, europejska Norma dla kurek.
Komitety Koordynacyjne mogą zalecać Komisji opracowanie światowych norm dotyczących produktów będących przedmiotem zainteresowania w regionie, w tym produktów uznanych przez Komitet za mające potencjał na rynku międzynarodowym w przyszłości.

### Status norm
Co do zasady, dokumenty zatwierdzane przez Komisję Kodeksu Żywnościowego nie są obowiązkowe, mają charakter zaleceń i dobrych praktyk w zakresie produkcji bezpiecznej żywności o wysokiej jakości oraz uczciwych praktyk w handlu żywnością. Normy te stanowią jednak ważny punkt odniesienia dla Światowej Organizacji Handlu (World Trade Organization) w przypadku sporów dotyczących handlu międzynarodowego.
Przykładem fundamentalnego dokumentu opracowanego przez Komisję Kodeksu Żywnościowego są Ogólne Zasady Higieny Żywności, zawierające System analizy zagrożeń i krytycznych punktów kontroli (HACCP) oraz wytyczne dotyczące jego stosowania, a także zasady kultury bezpieczeństwa żywności.
Z okazji 60-lecia Komisji Kodeksu Żywnościowego Punkt Kontaktowy Komisji Kodeksu Żywnościowego dla Polski opublikował polskie tłumaczenie tego dokumentu.

## Procedura opracowywania norm kodeksowych
Normy kodeksowe opracowywane są na ośmiu etapach pracy.
1. Komisja Kodeksu Żywnościowego FAO/WHO podejmuje decyzję o opracowaniu normy i zleca ją odpowiedniemu komitetowi. Komitet może również sam podjąć decyzję o opracowaniu nowej normy, popartą przez Komisję Kodeksu Żywnościowego FAO/WHO lub Komitet Wykonawczy.
2. Sekretariat Komisji Kodeksu Żywnościowego FAO/WHO przygotowuje „Proponowany Projekt Normy”.
3. „Proponowany Projekt Normy” wysyłany jest do państw członkowskich i międzynarodowych organizacji w celu uzyskania komentarzy i opinii.
4. Sekretariat Komisji Kodeksu Żywnościowego FAO/WHO przekazuje otrzymane komentarze i opinie do właściwego komitetu.
5. Komitet rozważa komentarze i „Proponowany Projekt Normy” przesyła poprzez Sekretariat KKŻ FAO/WHO o Komisji Kodeksu Żywnościowego FAO/WHO do zaakceptowania jako „Projekt Normy”.
6. Komisja Kodeksu Żywnościowego FAO/WHO przesyła „Projekt Normy” do państw członkowskich i międzynarodowych organizacji w celu uzyskania komentarzy i opinii.
7. Sekretariat KKŻ FAO/WHO przekazuje otrzymane komentarze i opinie do właściwego komitetu, w celu rozważenia poprawek.
8. Komitet po rozważeniu komentarzy przekazuje „Projekt Normy” do Komisji Kodeksu Żywnościowego FAO/WHO w celu przyjęcia go jako „Normy Kodeksowej”. Następnie „Norma Kodeksowa” zatwierdzona przez KKŻ FAO/WHO przesyłana jest do rządów państw członkowskich w celu akceptacji.

W przyspieszonym procesie opracowywania norm kodeksowych, można stopień 6 i 7 może zostać ominięta, na podstawie 2/3 oddanych głosów Komisji Kodeksu Żywnościowego FAO/WHO.

## Punkt Kontaktowy Komisji Kodeksu Żywnościowego dla Polski
W każdym państwie członkowskim Komisji Kodeksu Żywnościowego FAO/WHO zorganizowany jest Punkt Kontaktowy KKŻ FAO/WHO.
Punkt Kontaktowy dla Polski realizuje następujące zadania:
- przekazuje instytucjom i organizacjom zainteresowanym pracami Komisji informacje, w tym projekty norm i innych dokumentów, zaproszenia do prac w grupach roboczych oraz informacje o sesjach,
- koordynuje opiniowanie projektów norm i innych dokumentów oraz przygotowywanie komentarzy Polski,
- koordynuje uczestnictwo ekspertów krajowych w pracach Komisji, w tym ich udziału w sesjach,
- promuje wiedzę o Komisji Kodeksu Żywnościowego i jej działaniach,
- przedstawiciele Punktu Kontaktowego uczestniczą w sesjach Komisji Kodeksu Żywnościowego oraz innych sesjach o charakterze ogólnym i proceduralnym.

Historia Punktu Kontaktowego KKŻ FAO/WHO dla Polski
Punkt Kontaktowy Komisji Kodeksu Żywnościowego FAO/WHO działa w Polsce tak długo jak istnieje Komisja Kodeksu Żywnościowego (KKŻ).
W 1963 r. Punkt Kontaktowy KKŻ FAO/WHO został zorganizowany w Polskim Komitecie Normalizacyjnym (PKN). Na mocy Zarządzenia nr 91 Ministra Handlu Zagranicznego z dnia 28 października 1964 r., funkcję prowadzenia Polskiego Sekretariatu do spraw Światowego Kodeksu Żywnościowego FAO/WHO powierzono Centralnemu Inspektoratowi Standaryzacji (CIS), działającemu przy Ministerstwie Handlu Zagranicznego. W konsekwencji CIS został notyfikowany w Sekretariacie Komisji Kodeksu Żywnościowego w Rzymie jako Punkt Kontaktowy KKŻ FAO/WHO dla Polski.
Punkt Kontaktowy w wyniku zmian organizacyjnych wędrował do kolejnych ministerstw, dbając o zachowanie ciągłości prac i kontaktów z Komisją Kodeksu Żywnościowego. 1 stycznia 2003 roku na mocy ustawy z dnia 21 grudnia 2000 roku o jakości handlowej artykułów rolno-spożywczych prowadzenie Punktu Kontaktowego powierzono Głównemu Inspektoratowi Jakości Handlowej Artykułów Rolno-Spożywczych.

## Teorie spiskowe
Komisja Kodeksu Żywnościowego była przedmiotem różnych teorii spiskowych i kampanii dezinformacyjnych. Teorie te twierdzą, że Komisja Kodeksu Żywnościowego jest częścią globalnej intrygi mającej na celu kontrolę dostaw żywności, ograniczenie osobistych wolności lub promowanie szkodliwych substancji w żywności. Jednak ważne jest zauważenie, że te teorie spiskowe nie są oparte na faktach i są w dużej mierze nieuzasadnione.
Wbrew teoriom spiskowym, Komisja Kodeksu Żywnościowego nie ma władzy regulacyjnej, a jej normy nie mają mocy prawnej. Służy ona jako przewodnik referencyjny, który kraje wykorzystują do opracowywania własnych przepisów dotyczących żywności i stanowi podstawę do rozstrzygania międzynarodowych sporów handlowych związanych z bezpieczeństwem żywności.